# Eldorado (Oklahoma)
Eldorado és un poble dels Estats Units a l'estat d'Oklahoma. Segons el cens del 2000 tenia 527 habitants.

## Demografia
Segons el cens del 2000, Eldorado tenia 527 habitants, 234 habitatges, i 145 famílies. La densitat de població era de 264,3 habitants per km².
Dels 234 habitatges en un 25,6% hi vivien nens de menys de 18 anys, en un 47,4% hi vivien parelles casades, en un 10,7% dones solteres, i en un 38% no eren unitats familiars. En el 35,9% dels habitatges hi vivien persones soles el 23,9% de les quals corresponia a persones de 65 anys o més que vivien soles. El nombre mitjà de persones vivint en cada habitatge era de 2,25 i el nombre mitjà de persones que vivien en cada família era de 2,9.
Per edats la població es repartia de la següent manera: un 23,7% tenia menys de 18 anys, un 9,3% entre 18 i 24, un 19,4% entre 25 i 44, un 18,8% de 45 a 60 i un 28,8% 65 anys o més.
L'edat mediana era de 43 anys. Per cada 100 dones de 18 o més anys hi havia 87,9 homes.
La renda mediana per habitatge era de 21.806 $ i la renda mediana per família de 26.354 $. Els homes tenien una renda mediana de 25.000 $ mentre que les dones 15.000 $. La renda per capita de la població era de 12.003 $. Entorn del 20,3% de les famílies i el 23,8% de la població estaven per davall del llindar de pobresa.

## Poblacions més properes
El següent diagrama mostra les poblacions més properes.